# Kōhei Miyazaki
Kōhei Miyazaki (japanisch 宮崎 光平 Miyazaki Kōhei; * 6. Februar 1981 in der Präfektur Kumamoto) ist ein ehemaliger japanischer Fußballspieler.

## Karriere
Miyazaki erlernte das Fußballspielen in der Schulmannschaft der Kamoto High School. Seinen ersten Vertrag unterschrieb er 1999 bei den Sanfrecce Hiroshima. Der Verein spielte in der höchsten Liga des Landes, der J1 League. Für den Verein absolvierte er drei Erstligaspiele. 2002 wechselte er zum Zweitligisten Avispa Fukuoka. 2005 wurde er mit dem Verein Vizemeister der J2 League und stieg in die J1 League auf. Am Ende der Saison 2006 stieg der Verein wieder in die J2 League ab. Für den Verein absolvierte er 177 Ligaspiele. 2008 wechselte er zum Ligakonkurrenten Montedio Yamagata. 2008 wurde er mit dem Verein Vizemeister der J2 League und stieg in die J1 League auf. Für den Verein absolvierte er 82 Ligaspiele. 2012 wechselte er zum Zweitligisten Tokushima Vortis. Am Ende der Saison 2013 stieg der Verein in die J1 League auf. Für den Verein absolvierte er 61 Ligaspiele. Ende 2014 beendete er seine Karriere als Fußballspieler.

## Erfolge
Sanfrecce Hiroshima
- Kaiserpokal

Finalist: 1999